# Evan Russell
Pour les articles homonymes, voir Russell.
Evan Russell, né le 24 mai 2001, à Toronto, est un coureur cycliste canadien.

## Biographie
Originaire de Toronto, Evan Rusell déménage brièvement avec sa famille en Suisse alors qu'il est âgé de cinq ans. Il découvre le ski alpin ainsi que le cyclisme sur les terres helvétiques. À son retour au Canada, il devient skieur. Il se tourne ensuite définitivement vers le cyclisme après ses quinze ans. 
Lors de la saison 2019, il obtient quelques places d'honneur dans des épreuves françaises, sous les couleurs du Culture Vélo Look Racing Team U19. La même année, il termine cinquième du championnat du Canada sur route juniors (moins de 19 ans). Il évolue ensuite au sein de la formation canadienne TaG Cycling Racing durant ses deux premières saisons espoirs (moins de 23 ans).
En 2022, il intègre l'équipe continentale allemande Saris Rouvy Sauerland. Toujours actif dans son pays natal, il devient vice-champion national de cyclo-cross chez les espoirs. Il dispute également les Jeux du Canada, où il se classe deuxième du contre-la-montre et troisième du critérium. L'année suivante, il s'impose sur le premier championnat du Canada de gravel. Il brille aussi sur le Tour de Beauce en terminant deuxième d'une étape et huitième du classement général. 

## Palmarès sur route

### Palmarès par année
- 2021
  - Champion de la Colombie-Britannique sur route espoirs[4]
  - 3e du championnat de la Colombie-Britannique sur route
- 2022
  -  Médaillé d'argent du contre-la-montre aux Jeux du Canada
  -  Médaillé de bronze du critérium aux Jeux du Canada
- 2023
  - 4e étape du Tour de Bloom
- 2024
  - 4e étape du Tour de Bloom
  - 2e du Tour de Bloom

### Classements mondiaux
| Année                                 | 2022  | 2023  |
| ------------------------------------- | ----- | ----- |
| Classement mondial                    | 2511e | 2370e |
| UCI America Tour                      | 429e  | nc    |
|                                       |       |       |
| Légende : nc = non classéSource : UCI |       |       |

## Palmarès en cyclo-cross
- 2022-2023
  - 2e du championnat du Canada de cyclo-cross espoirs
- 2023-2024
  -  Champion du Canada de cyclo-cross
  - Bear Crossing Grand Prix, Victoria

## Palmarès en gravel
- 2023
  -  Champion du Canada de gravel